# Terry Reintke
Theresa Reintke, plus connue avec le diminutif de son prénom comme Terry Reintke, née le 9 mai 1987 à Gelsenkirchen, est une femme politique allemande. Membre de l'Alliance 90/Les Verts, elle est députée européenne depuis son élection en 2014, réélue en 2019 et 2024.

## Biographie
Terry Reintke, de son prénom à l'état civil (un peu moins souvent usité) Theresa, grandit dans la région de la Ruhr. Elle étudie les sciences politiques à l'Institut Otto-Suhr de l'université libre de Berlin, où elle soutient une thèse sur « les ONG locales et la violence sexuelle dans les Balkans » et à l'université d'Édimbourg. Elle travaille ensuite comme assistante de recherche au Bundestag pour Ulrich Schneider.
De 2011 à 2013, Terry Reintke est porte-parole de la Fédération des jeunes verts européens.
Elle est membre de l'Alliance 90/Les Verts depuis 2012. Depuis octobre 2014, elle est également membre des Jeunes Européens fédéralistes Allemagne en Rhénanie-du-Nord-Westphalie. En 9e position sur la liste des Verts, elle est élue députée européenne en 2014.
Dans le cadre de la campagne internationale #MeToo, elle a fait campagne contre le harcèlement sexuel et la violence sexuelle au Parlement européen. En décembre 2017, Terry Reintke est une des personnalités faisant la une du numéro Personnalité de l'année du Time en tant que « Silence Breakers », pour avoir dénoncé les abus et harcèlements sexuels.
Candidate lors des élections européenne de 2019, elle est réélue pour un deuxième mandat. Le 13 octobre 2022, elle devient coprésidente du groupe des Verts/Alliance libre européenne (ALE) au Parlement européen.
En février 2024, elle est désignée comme co-tête de liste des Verts européens pour les élections européennes de 2024, en binôme avec le Néerlandais Bas Eickhout devant l'Italienne Benedetta Scuderi, co-porte-parole de la Fédération des jeunes verts européens, et la Lettone Elīna Pinto, tête de liste du parti Les Progressistes dans son pays. Elle est réélue pour un troisième mandat et reconduite en tant que coprésidente de groupe au sein des Verts/ALE au Parlement européen.

### Vie privée
Elle est la compagne de la femme politique française Mélanie Vogel, élue sénatrice des Français de l'étranger en 2021. Un temps, elles résident ensemble à Bruxelles.